# 缘毛菝葜
缘毛菝葜（学名：Smilax kwangsiensis）为百合科菝葜属下的一个种。

## 扩展阅读
- 維基物種上的相關：缘毛菝葜